# Domnișoare de onoare (film din 2011)
Domnișoare de onoare este un film de comedie american din 2011 regizat de Paul Feig⁠(d), scris de Annie Mumolo⁠(d) și Kristen Wiig și produs de Judd Apatow, Barry Mendel⁠(d) și Clayton Townsend. Povestea se concentrează pe Annie (interpretată de Wiig), care suferă o serie de nenorociri după ce i s-a cerut să servească drept domnișoară de onoare pentru cea mai bună prietenă a ei Lillian (Maya Rudolph). În film mai interpretează Rose Byrne⁠(d), Wendi McLendon-Covey⁠(d), Ellie Kemper⁠(d), Melissa McCarthy și Chris O'Dowd⁠(d).
Actrițele Mumolo și Wiig au scris scenariul după ce aceasta din urmă a fost distribuită în filmul de comedie Un pic însărcinată al companiei Apatow din 2007 și bugetat la 32,5 milioane de dolari. La lansarea sa în Statele Unite și Canada pe 13 mai 2011 Domnișoare de onoare a fost un succes critic și comercial. Filmul a câștigat 26 de milioane de dolari în weekendul său de lansare și în cele din urmă a câștigat peste 306 de milioane de dolari în întreaga lume și a depășit Un pic însărcinată pentru a deveni producția Apatow cu cele mai mari încasări de până atunci, și a servit drept piatră de încercare pentru discuțiile despre femeile din comedie.   De atunci, a fost citat printre cele mai bune filme de comedie din anii 2010 și ale secolului al XXI-lea.  
Filmul Domnișoare de onoare a fost nominalizat la Premiul Globul de Aur pentru cel mai bun film – muzical sau comedie. A primit multe alte premii. În 2012, filmul a fost nominalizat atât la Premiul Oscar pentru cea mai bună actriță în rol secundar pentru Melissa McCarthy, cât și pentru cel mai bun scenariu original pentru Wiig și Mumolo. Acest lucru a făcut din Domnișoare de onoare primul film produs de Apatow nominalizat la premiul Oscar.

## Distribuție
- Kristen Wiig ca Annie Walker
- Maya Rudolph ca Lillian Donovan
- Rose Byrne ca Helen Harris III
- Melissa McCarthy ca Megan Price
- Wendi McLendon-Covey ca Rita
- Ellie Kemper ca Becca
- Chris O'Dowd ca Officer Nathan Rhodes
- Jill Clayburgh ca Judy Walker
- Matt Lucas ca Gil
- Rebel Wilson ca Brynn
- Michael Hitchcock ca Don
- Tim Heidecker ca Douglas "Doug/Dougie" Price
- Ben Falcone ca Air Marshall Jon
- Dana Powell ca însoțitorul de zbor Claire
- Mitch Silpa ca însoțitorul de zbor Steve
- Terry Crews ca Rodney
- Jillian Bell ca fată la dușuri
- Franklyn Ajaye ca tatăl lui Lillian
- Matt Bennett ca fiul vitreg al lui Helen
- Jon Hamm ca Ted

## Recepție

### Recenzii critice
Domnișoare de onoare a primit recenzii pozitive la lansare, cu laude pentru scenariul lui Wiig și Mumolo și, de asemenea, pentru interpretarea lui McCarthy. Site-ul web de agregare de recenzii Rotten Tomatoes raportează că 89% dintre critici au dat filmului o recenzie pozitivă pe baza a 294 de recenzii, cu un scor mediu de 7,50/10. Consensul critic al site-ului afirmă: „O combinație de personaje autentice, glume dezgustătoare și patos, Domnișoare de onoare este o comedie condusă de femei, care refuză să fie introdusă în vreo categorie, pe măsură ce Kristen Wiig devine o adevărată vedetă”. Metacritic acordă filmului un scor de 75 din 100 pe baza recenziilor a 39 de critici, indicând „recenzii favorabile în general”. Publicul chestionat de CinemaScore a acordat filmului o notă medie de „B+” pe o scară de la A+ la F.